# ビデオ戦士レザリオン
『ビデオ戦士レザリオン』（ビデオせんしレザリオン）は、1984年3月4日から1985年2月3日まで、TBS系列で毎週日曜17:00 - 17:30（JST）に全45話が放送された、東映テレビ事業部・東映動画制作のロボットアニメ。

## 概要
『超電磁ロボ コン・バトラーV』（1976年）に端を発する、東映テレビ事業部制作のロボットアニメシリーズの9作目にして、同シリーズの最終作品に当たる。東映テレビ事業部が企画を手掛け、東映動画がアニメーション制作を担当するという制作体制は、シリーズ前作の『光速電神アルベガス』から踏襲されているが、本作品では制作局がそれまでのテレビ東京からTBSに移された他、広告代理店も前作までの東映エージエンシーに代わって旭通信社が参加している。
番組タイトルにある「ビデオ」はビデオゲームの略称であり、作中の設定やストーリーには当時モチーフとして先進的であった、コンピュータ・ネットワーク社会の要素が採り入れられている。これらの描写のモチーフは、1983年に公開された映画『ウォー・ゲーム』である。本作品の放送開始前に、ラジオ番組『ラジオアニメック』で本作品が紹介された際、パーソナリティーを務めていた小山茉美がこの映画を想起させる内容であるとコメントしたこともある。また、主人公が学業の成績を改竄するという描写も、同作品の劇中に登場している。
また上記したコンピュータ・ネットワーク社会の要素以外にも、1980年代に流行したいわゆる「リアルロボット路線（現実性を重視し、物語を複雑に描く世界観）」の影響が、作品作りにも顕著に表れている。当初は最後までその路線を貫徹する予定だったが、ごく初期の段階で軌道修正が行われた。その影響で、本来レギュラーキャラとして設定されていたエリック・シッドが計2話の登場に留まったほか、モンローが実は敵のスパイといった設定の消滅、「シルベスタが反乱軍のスパイ狩りを行い始め、そのために月にいる父親を持つオリビアにスパイの嫌疑がかかる」「敬の姉が戦闘に巻き込まれて亡くなる」などといった、当初予定されていたハードな展開が全て白紙にされ、後半は地球外の星からの侵略者と戦う物語に変更された。
全体的なストーリーは2部構成であり、第1部のラストで敵側の中心人物であるゴッド・ハイドが暗殺され、第2部からは新たな敵としてギャリオらが登場し、主人公たちと度重なる死闘を繰り広げる。脚本は『光速電神アルベガス』より続投の酒井あきよしを中心に、首藤剛志、久保田圭司といった『まんがはじめて物語』の人脈で集められ、ロボット戦争物としては異色のエピソードも生み出された。また第2部の「ジャーク帝国編」からは、プロデューサーの吉川進とともに『宇宙刑事シャイダー』との掛け持ち参加となった上原正三がメインとなり、敬とギャリオのライバル対決、さらわれたオリビアの奪還、ジャーク大帝の延命のためのライフモス争奪戦などを中心に据えた、大河ドラマ的展開へとシフトしていった。特に最終盤には、上原が得意とする敵幹部の権力闘争に起因する組織の自壊が描かれ、ギャリオやゴッドハイドの猫も絡みストーリーを盛り上げた。
作画面では、第1話のみキャラクターデザインの本橋秀之が作画監督を務めた他、越智一裕が原画担当として参加しているが、基本的に『アルベガス』に引き続き海外の下請けに依存した制作体制であり、第2話から最終話前までの作画は大元動画などの韓国のスタジオが全て担当している。番組中盤以降は越智が本格的に参加し、レーザーバトルギアのバンクシーン、アイキャッチ等を担当する他、31話・35話と続けて作画監督として入るが、海外原画の修正はスケジュールの都合でキャラクターにしか入れられなかったことによる不満から、一度ローテーションから抜け最終話まで絵コンテのみの参加となる。最終話には、越智の作画監督の下スタジオNo.1系のスタッフが結集した。越智一裕や本橋秀之の師匠で、最終話に原画担当として参加した金田伊功は、本作品でロボットアニメの限界を感じた旨を述べている。
玩具は前作『アルベガス』よりラインナップが少ないため、バンダイによれば『アルベガス』との対比で70%程度の見通しだったようであったものの、実際の売上はそれを大きく下回る38%と極めて苦戦を強いられた。

## ストーリー
人口・環境・汚染問題のはけ口を地球の外に求める「地球クリーン化政策」のもとに置かれた未来の地球。火星と月が産業廃棄物や犯罪流刑者の送り先となっていた中、月で軍を組織したゴッドハイド博士は量産型戦闘ロボット「ブラックベアー」を開発、地球に対しての反乱を開始した。その戦闘の余波がブルーハイム博士・シルベスター将軍が指揮する地球連邦軍の物質電送システム実験場に及び、実験装置にミサイルが激突。パソコン好きの少年・香取敬の作った対戦ネットゲーム用の戦闘ロボットデータが、このときのショックで地球連邦軍のコンピューターと混線してしまい、敬がプログラミングした「レザリオン」が物質電送装置の力で実体化した。成り行きから彼は地球を守る戦いへと巻き込まれていくことになる。

## 登場人物
香取 敬（かとり たかし）
声 - 古谷徹
東京都内の中学に通い剣道部に所属する、パソコン好きの少年。パソコン操作は並外れているが、その他の勉強の成績はいまひとつで、褒められたものではないらしい。ニューヨークの少年デビットとパソコン通信でデータをやり取りを使ってロボットゲームの通信対戦をしていたが、偶然の事故から連邦軍の一員として戦いに巻き込まれていく。当初はゲーム感覚で戦闘を行っていたが、戦いの中で命の尊さや大きな力を持ってしまった事に対する責任の重さ、仲間との絆の大切さなどを学び、戦士として、連邦軍に無くてはならない存在へと成長してゆく。
敬の声を演じた古谷徹が『機動戦士ガンダム』で主人公アムロ・レイを演じた声優であるため、敬が出撃時に「行きまーす!」と叫んでからおどけるというパロディ的な演出が行われた場面がある。
オリビア・ローレンス
声 - 潘恵子（次回予告ナレーションも兼任）
敬のガールフレンド。お調子者の敬のブレーキ役で、彼と同じく剣道部に所属しており、文武両道の優等生である。美人であるが、それを鼻に掛ける事は無い。しかし少々ヤキモチ焼きな面もあるため、異性に対して気が多い敬にはやきもきさせられる事も多い。唯一の肉親で、鉱山技術者でもある父を敵の根拠地月面に残している。物語後半からは敵に拉致されるなどの展開を経て敬との距離を急接近させていく。
シルベスタ
声 - 野田圭一（1話-23話までの前半ナレーションも兼任）
地球連邦軍の特殊部隊シークレットフォースと、防衛宇宙ステーション「ガードベルト」の司令官。反乱軍との戦いを正義の戦いと信じて疑わない。
ブルーハイム
声 - 滝雅也
地球連邦軍の電送実験施設（ミラクル・ベース）の科学者。電送実験でノーベル賞を取ると息巻いていたが、突然の事故とそれに伴う巨大ロボットの誕生のせいで台無しにされたと憤慨していた。その後は、巨大ロボットにレザリオンと名付け、敬の協力者としてレザリオンの改良や修理に取り組んでいく。中学生の敬を戦いに巻き込んでしまった事に心を痛めており、学業と地球防衛の両立が酷であることから学業面に対し何かと首を突っ込む。
モンロー
声 - 川浪葉子
シルベスタ将軍の秘書。初期設定では敵のスパイだった。
チャールズ・ダナー
声 - 若本紀昭
連邦軍シークレットフォースのスタッフで、戦闘ロボG1のパイロット。サハラの乗るG2や量産型メカ・ガードスカイヤーと共にレザリオンと協力して戦う。超心理学を研究している妻と一人娘をアメリカに住まわせている。
サハラ
声 - 山田栄子
チャールズとコンビを組む連邦軍シークレットフォースの一員で、戦闘ロボG2のパイロット。男勝りで言葉遣いも粗く、敬の事は「ガキっちょ」と呼ぶ。最初の頃は敬（レザリオン）無しでも平気と豪語していたが、回を重ねるごとに敬の戦闘センスやレザリオンの強さを認めるようになる。
香取 研介
声 - 蟹江栄司
敬の父で、ブルーハイム博士の研究所に総務課長として勤めている。電送実験の失敗に敬が関わっている事を知った時には敬を殴りつけ、博士に自分をクビにはしないよう懇願したところから小市民的な性格がうかがえる。しかし直後に起こった戦闘から敬が無事帰還した際には心から喜びを見せて抱きしめるなど、基本的には良き父親である。
デビット
声 - 塩屋翼
ニューヨークに住む敬のゲーム友達。ゲーム内でレザリオンと対戦したことがあるため、弱点を世界で唯一知っており、敬にそれを伝えて改善を促す。
香取 容子
声 - 山田栄子
敬の母で、典型的な専業主婦。
香取 仁
声 - 広中雅志
敬の兄でテレビ局の報道マン。第1話ではブルーハイム博士の電送実験を伝えるレポーターとして現場にいた。
香取 友美
声 - 木下由美
仁の妻であり、敬にとっては義姉。
エレファン
声 - 小林通孝
落第生の烙印を押され、懲罰として地球に送り込まれた異星人。G2に撃墜された後、記憶を失い連邦軍に保護される。第2部では記憶を取り戻し、その際ジャーク帝国の支配下の星の出身であったことを告白。新型戦闘ロボG-5のパイロットとなる。最終回で、ジャーク帝国を壊滅した後、地球の仲間たちに別れ告げて故郷の星に帰って行った。

### 反乱軍
ゴッドハイド
声 - 蟹江栄司
月面反乱軍の最高指導者。若い頃にはブルーハイムと共に研究に励んでいたが、恩師に裏切られた経験から地球への憎悪を募らせていった。顔の傷はその時に殴られて受けたもの。仇敵となった後もブルーハイムに対しては敬語で接しており、敬意は抱いていた。レザリオン出現後は量産メカ・ブラックベアーの改良を進めて対抗していく。第1部の終盤にジャーク帝国のガニメデに操られたマーチに暗殺される。
インスパイア
声 - 森功至
月面反乱軍の実質的な指揮官。階級は大佐。根は小心で常に強いものに媚びる性格。第23話でゴッドハイドが殺害された際にはマーチに、マーチの死後はプロミネンス総統たちジャーク星人にすり寄って太陽系のエンペラーの座に就くが実権は持たされず、第29話でそのことをプロミネンスに抗議するがプロミネンスの不興を買って捕虜収容所の所長に降格させられる。
それを不満とし、オリビアの父をはじめとする囚人たちと共謀して反乱を起こすが失敗し、洗脳されジャーク星人の忠実な下僕と化す。
最終回に解放された囚人たちを抑えようとしたが、大勢の囚人達に踏みつけられて死亡する。
エリック・シッド
声 - 小林通孝
物語初期において敬のライバルとなるエースパイロット。バイオブレスセンサー（敵パイロットの呼吸を知ることができる装置）搭載のブラックベアーを駆り敬を1度敗退させたが、再戦にて敗れる。初期設定ではその後サイボーグ化して再登場するとの構想があり、エリック敗北後も妹のケティが敵側の人物として登場するなどの伏線が張られていた。
ケティ
声 - 勝生真沙子
エリック・シッドの妹。反乱軍として地球に潜伏する。敬の学校に転校し敬らと仲を深めるが、お互い正体を知ることのないままレッドベアに乗り込み出撃しレザリオンに撃墜される。
ルドルフ
声 - 銀河万丈

### ジャーク帝国
プロミネンス総統
声 - 滝雅也
ジャーク星軍の司令官。ジャーク大帝の高齢に伴い、全軍の指揮権を与えられている。人口増加と食糧難を理由に地球侵略を開始するが、同時にジャーク大帝の命を存えるライフモスの探索も仰せつかっている。内心では大帝の延命で自らの地位を失う事を恐れ、ゲプラー参謀に唆され、ジャーク大帝を暗殺してしまう。最終回で大帝暗殺の事実をゲプラーがギャリオに暴露したため、激高したギャリオに玉座で首をはねられ絶命する。
ギャリオ
声 - 森功至（24話以降の後半ナレーションも兼任）
専用メカ「ギャリオ・サバン」を操縦するジャーク帝国の戦士。シリーズ後半のレザリオンのライバルとなり、レザリオンと度重なる死闘を繰り広げ、第27話で一度はレザリオンを退けている。ジャーク帝国の崩壊によって帝国での生きがいを失い、敬との友情に芽生えるも、最後の戦いに敗れギャリオ・サバンと共に燃え尽きた。
ゲプラー参謀
声 - 矢田耕司
ジャーク星軍の老獪な参謀。プロミネンスにジャーク大帝が死ねば全権を掌握出来ると唆し、暗殺計画に感づいたガニメデ、イオ、カリストの3名を射殺する。計画通り、毒入りの偽ライフモスをジャーク大帝に食べさせ暗殺を成功させるが、その罪を全てプロミネンスになすり付け、ギャリオに殺させて一時的に帝国の全権を握るものの、突入したチャールズ達の砲撃を食らい、あえなく爆死する。
ガニメデ（声 - 若本紀昭）、イオ（声 - 石澤美華）、カリスト（声 - 塩屋浩三）
ジャーク星軍の士官。3人で行動する事が多く、催眠能力でマーチを操り、ゴッドハイドを殺害させる。ジャーク大帝への忠誠心が強く、プロミネンスとゲプラーの大帝暗殺計画に感づいたため、射殺される。ガニメデの独特のくぐもった声は担当声優の若本が鼻をつまんで出していた。
ジャーク大帝
声 - 蟹江栄司
巨大な身体を持つ老いたジャーク帝国の真の支配者。老齢のため、寿命が尽きかけており、不死の妙薬と言われるライフモスの探索をプロミネンスに命じるが、自らの地位の保身を図ったプロミネンスに毒入りの偽ライフモスを与えられ悶絶して絶命する。
ツインアー 声 - 小林通孝
ツインベー 声 - 田中和実
スネークバン 声 - 広中雅司
妖剣士サリー 声 - 石澤美香
ガツ 声 - 岸野一彦
ダバリ少佐 声 - 塩屋浩三
怪僧バンズ 声 - 蟹江栄司
ベンガジ将軍 声 - 蟹江栄司
ザキ 声 - 平野正人
ゴル 声 - 山本竜馬

## レザリオン
主人公・香取敬の作ったゲームのデータと、物質電送実験で本来アメリカから日本に転送されるはずだった旅客機のデータが混信して生まれた、全高35m、重量200t、最高速度は∞の巨大ロボット。
外部フレームをまず目標地点に転送し、内部ユニットを組み立てて転送したレーザーファイターを再分割してフレームに組み込む合体方法（マトリクス・イン）で完成する。なお、外部フレームのみでも戦闘は一応可能だが、合体後との戦闘力は雲泥の差がある。フレームから分離させた内部ユニットを組み替えることでレーザーファイター（初期名：レザリオン・フライングフォーム）のほかに戦車形態のレーザータンク（初期名：レザリオン・グランディングフォーム）に変形できる。コクピットは頭部を構成する内部ユニットにあり、このユニットから「足」を展開して、いわゆるガウォークのような形態になり、単独で偵察行動を行う事も可能。なお「足」は頭部ユニットに折り畳まれており、レザリオンの脚部となるパーツではない。
本体を原子単位に分解した後、通信回線によって転送し目標地点で再構成する『超電送システム』を備え、行動半径20万キロの範囲をほぼ瞬時に移動する。のちに強化されて月面まで到達可能になった。また、その機能を有効活用して相手の虚を突く瞬間移動が可能。音声入力、キーボード入力、視線誘導で操縦されるほか、武器をコマンド入力で呼び出せば瞬時に手元に電送される。操縦桿も備えるがほとんど使われない。
後半からのライバルであるジャーク帝国の戦士ギャリオのメカ「ギャリオ・サバン」に対抗するべく28話より増加装甲のレーザーバトルギアが登場し、攻撃力・防御力を増強され、バーストフリッカーやスモークバスターなどの武装が追加された。当時の玩具名は「フルアーマーレザリオン」。
ゴッドハイド博士が率いる月面反乱軍と、異星からの侵略者ジャーク帝国と戦う。
玩具「DX超電送ロボ・レザリオン」は、メインギミックである内部ユニット組み換えのほかに、パンタグラフ状の平らな形態へと変形させることもできる。作中でも第43話にて、敵のパイロット、ザキとゴルを挑発する際に使われた。

### 主な武器&技
ビームバズーカ
いわゆるビームライフルに近く、地球連邦軍・反乱軍の戦闘ロボットでも主兵装として使用されている。レザリオンのそれは反乱軍の戦艦クラスを一撃で沈めるパワーがある。
レーザーソード（エネルギーレーザーソード）
格闘戦または決戦用の武器で、最大2本使用可能。敬の場合はパソコンゲームで射撃面も得意でありながら、剣道部にて剣技の心得があるために、これを応用した接近戦も得意とした。
レーザーロッド
レーザーソード用の柄から取り出されるレーザービームの鞭。
ハンドレーザーパワー
両拳からレーザーを発射する攻撃。
レーザーカッター
両手の甲から取り出す円形の手裏剣。
ワイヤーシールド
クモの巣状の透過光で形成される、バリアーの一種。敵メカをこれで拘束し、粉砕してしまうことも可能。
電送アタック
大勢の敵達と戦う時に使用する技。敵の前に瞬間移動し、レーザーソードで敵を切り倒してさらに別の敵の前に現れ、切り裂く。これを何度か繰り返し、敵を全滅させる。放映当時の児童誌のグラビアで紹介された技。
ストロボアタック
敵を囲む様に電送して現れる位置をインプットし、分身の術のごとく四方から相手をビームバズーカで狙い撃ちする技。放映当時の児童誌のグラビアで紹介された技。
レーザーファイヤー
第7話で披露。自分の体を火で包み、相手に体当たりする技。
ツインソードクラッシュ
第9話・第10話で使用。二刀流の剣で相手を切り裂く技。エリック・シッド及びペレスの操るブラックベアを撃破した。
サンダーパンチ
第25話で使用。拳による普通の打撃技だが、威力はかなりの物。姉妹技としてサンダーキックがある。
サンダードリル
高速回転しての体当たり。第26話で戦艦マーチサタンを破壊した。
ソーサーバリヤー
腕に出る透明のバリヤー。レーザーバトルギア装着時のみ使用可能。
ソーサーカッター
右腕から出すエネルギーでできた刃。レーザーバトルギア装着時のみ使用可能。
バーストフリッカー
後部から青色のエネルギー弾を無数に発生させる攻撃。レーザーバトルギア装着時のみ使用可能。
スモークバスター
肩から発する煙幕。レーザーバトルギア装着時のみ使用可能。
ツインバレラーキャノン
左腕の2連キャノン砲。レーザーバトルギア装着時のみ使用可能。
ソーサーシューター
左腕から発する百発百中の円盤型エネルギー弾。レーザーバトルギア装着時のみ使用可能。
リフレーザー
敵の光線技を脚部のパラボラに増幅させ、さらに数倍のエネルギーにして反射させる技。レーザーバトルギア装着時のみ使用可能。
スモーク・ソーサーアタック
スモークバスターを張り、その中でソーサーシューターを連発。相手はどこから撃ってくるのか解らないようになっている。レーザーバトルギア装着時のみ使用可能。放映当時の児童誌のグラビアで紹介された技。
バーストバックアーム
腕の後ろからバーストフリッカーを発射させる不意打ち系の技。レーザーバトルギア装着時のみ使用可能。放映当時の児童誌のグラビアで紹介された技。
レーザークロスソード
レーザーソードを2本にして戦う技。2本のレーザーソードを合わせればそのエネルギーが4倍になる反面、敬はコクピットで左右のボタンを同時に押さなければならない。放映当時の児童誌のグラビアで紹介された技。
衝撃波
右腕から放つ。第31話・第32話で使用した。レーザーバトルギア装着時のみ使用可能。
レーザーマシンガン
右腕から放つマシンガン。第35話 - 第37話・第39話 - 第43話・第45話で使用。レーザバトルギア装着時のみ使用可能。
ショルダーアタック
第33話で使用した右腕にシールドを装備しての体当たり。レーザーバトルギア装着時のみ使用可能。
ドリルカッター
体を回転させての体当たり。第43話では敵の罠から脱出する時に使用。上記同様、レーザーバトルギア装着時のみ使用可能。
ギアータイフーン
第44話で初披露。口に相当する部分から突風を放つ。レーザーバトルギア装着時のみ使用可能。
フォークバスター
第44話で使用した肩から放つビーム。レーザーバトルギア装着時のみ使用可能。
フリッガービーム
第44話で使用した両腕から放つ平方状のビーム。レーザーバトルギア装着時のみ使用可能。
トリプルバーストアタック
ツインバレラーキャノン、ソーサーシューター、バーストフリッカーを同時に放つ技。威力は大きいがエネルギーの消費量は非常に大きく、使用は1回に限定される。放映当時の児童誌のグラビアで紹介された技。

## スタッフ
- 企画 - 吉川進（東映、第22話 - 第45話）、折田至（東映）、小湊洋市（東映動画、第1話 - 第21話）
- 原作 - 八手三郎（連載誌 - 『テレビランド』、『てれびくん』、『小学館学習雑誌』）
- 音楽 - 渡辺宙明
- キャラクター原案 - 居村真二
- キャラクターデザイン - 本橋秀之
- メカニックデザイン[注 6] - 小原髪夫、大畑晃一、ひおあきら
- 企画協力 - 秋野紅葉（Y&K）、小西智（Y&K）
- 美術設定 - 内川文広
- シリーズディレクター - 森下孝三
- 製作担当 - 蕪木登喜司
- アニメーション制作 - 東映動画（ノンクレジット）
- 制作 - 東映、旭通信社

## 主題歌
オープニングテーマ - 「ビデオ戦士レザリオン」
作詞 - 吉田健美 / 作曲 - 渡辺宙明 / 編曲 - 藤田大土 / 歌 - 宮内タカユキ
エンディングテーマ - 「Heartful Hotline（ハートフルホットライン）」
作詞 - 吉田健美 / 作曲 - 渡辺宙明 / 編曲 - 藤田大土 / 歌 - かおりくみこ
- 番組企画時の設定（主人公とヒロインが何も知らずに遠隔地でネットゲームをしているつもりが、実際にはバトルそのものを支配しているというもので、当初はこの設定に則って主人公とヒロインが最終的に袂を分かつ展開も構想されていた）が織り込まれた歌詞になっている。

## 挿入歌
「We' re Ready」
作詞 - 吉田健美 / 作曲 - 渡辺宙明 / 編曲 - 藤田大士 / 歌 - 宮内タカユキ、こおろぎ'73
「忘れないでForever」
作詞 - 冬社加代子 / 作曲・編曲 - 藤田大士 / 歌 - かおりくみこ
「ガ・モン・オヴヴァヴェーア」
作詞 - 冬社加代子 / 作曲・編曲 - 渡辺宙明 / 歌 - コロムビア混声合唱団
「光の世界」
作詞 - 上原正三/ 作曲・編曲 - 渡辺宙明 / 歌 - 宮内タカユキ

## 各話リスト
| 話数                    | 放送日            | サブタイトル            | 脚本              | （絵コンテ） 演出       | 作画監督          | 美術              | ジャークロボ ジャーク帝国戦士          |
| 第1部（反乱軍編）       | 第1部（反乱軍編） | 第1部（反乱軍編）       | 第1部（反乱軍編） | 第1部（反乱軍編）       | 第1部（反乱軍編） | 第1部（反乱軍編） | 第1部（反乱軍編）                      |
| ----------------------- | ----------------- | ----------------------- | ----------------- | ----------------------- | ----------------- | ----------------- | -------------------------------------- |
| 1                       | 1984年 3月4日     | 夢のロボットゲーム      | 酒井あきよし      | 森下孝三                | 本橋秀之          | 伊藤英治          |                                        |
| 2                       | 3月11日           | 逃げろデビット          | 首藤剛志          | 高山秀樹 並里啓史       | 大木雪享          | 内川文広          |                                        |
| 3                       | 3月18日           | 泣かないで母さん        | 富田義治          | 伊東政雄                | 篠田章            | 伊藤英治          |                                        |
| 4                       | 3月25日           | 死の花を咲かせるな      | 久保田圭司        | 有迫俊彦                | 塩沢大助          | 内川文広          |                                        |
| 5                       | 4月1日            | 月からの手紙            | 中尾克久          | （落合正宗） 又野弘道   | 大木雪享          | 内川文広          | ガイスン                               |
| 6                       | 4月8日            | 敵? 味方? UFO           | 中尾克久          | 山内重保                | 塩沢大助          | 内川文広          |                                        |
| 7                       | 4月15日           | 友情のメロディ          | 久保田圭司        | 伊東政雄                | 篠田章            | 内川文広          | 反乱軍の名称不明大型巨大ロボット       |
| 8                       | 4月22日           | 強敵! エリック・シッド  | 大川ひろし        | 森下孝三 並里啓史       | 大木雪享          | 内川文広          | エリック・シッド                       |
| 9                       | 5月4日            | 勝利へのインプット      | 石川良明          | （越智一裕） 又野弘道   | 塩沢大助          | 伊藤信治          | エリック・シッド                       |
| 10                      | 5月6日            | 平和の甘い香り          | 久保田圭司        | 有迫俊彦                | 大木雪享          | 内川文広          | ペレス・アンドラ ホワイトベア          |
| 11                      | 5月13日           | 悪魔の誕生日            | 松井正            | 山内重保                | 篠田章            | 伊藤岩光          |                                        |
| 12                      | 5月20日           | さらば熱砂の友よ        | 久保田圭司        | 伊東政雄 並里啓史       | 塩沢大助          | 内川文広          | バロン                                 |
| 13                      | 5月27日           | 休日戦争                | 首藤剛志          | 森下孝三                | 越智一裕          | 伊藤信治          | ストレート中佐                         |
| 14                      | 6月3日            | 走れオリビア            | 山崎晴哉          | （越智一裕） 有迫俊彦   | 大木雪享          | 内川文広          |                                        |
| 15                      | 6月10日           | 逃げるが勝ち            | 中尾克久          | （森下孝三） 山内重保   | 篠田章            | 伊藤信治          |                                        |
| 16                      | 6月17日           | 再会のときめき          | 久保田圭司        | 大久保唯男              | 塩沢大助          | 伊藤岩光          | ブラザーズ・ジョウ                     |
| 17                      | 6月24日           | 消えた敬の謎            | 久保田圭司        | 有迫俊彦                | 大木雪享          | 伊藤信治          |                                        |
| 18                      | 7月1日            | ハロー転校生            | 花園由宇保        | 山内重保                | 塩沢大助          | 内川文広          | ケティ＝エミリー・シッド レッドベア    |
| 19                      | 7月8日            | ハラペコ戦争            | 久保田圭司        | 又野弘道                | 篠田章            | 伊藤信治          | ゼブラ一味                             |
| 20                      | 7月15日           | 忍びよる黒雲            | 山崎晴哉          | （越智一裕） 有迫俊彦   | 大木雪享          | 内川文広          | ルドルフ                               |
| 21                      | 7月22日           | のろまのカバを特訓せよ! | 酒井あきよし      | （松浦錠平） 並里啓史   | 塩沢大助          | 伊藤信治          |                                        |
| 22                      | 7月29日           | レザリオン奪取計画      | 山崎晴哉          | 有迫俊彦                | 大木雪享          | 内川文広          | ゾルバ大尉                             |
| 第2部（ジャーク帝国編） |                   |                         |                   |                         |                   |                   |                                        |
| 23                      | 8月19日           | 火星が牙をむく時        | 上原正三          | 山内重保                | 篠田章            | 伊藤信治          |                                        |
| 24                      | 8月26日           | その時父の声が……        | 上原正三          | 並里啓史                | 塩沢大助          | 内川文広          | S3                                     |
| 25                      | 9月2日            | 宇宙戦艦の反乱          | 上原正三          | 松浦錠平                | 大木雪享          | 伊藤信治          | センサーロボット                       |
| 26                      | 9月9日            | 迫るジャーク帝国        | 上原正三          | （山吉康夫） 並里啓史   | 塩沢大助          | 内川文広          |                                        |
| 27                      | 9月16日           | 12時間の死闘            | 上原正三          | 又野弘道                | 篠田章            | 伊藤英治          |                                        |
| 28                      | 9月23日           | 勝利への愛の讃歌        | 上原正三          | 山内重保                | 大木雪享          | 内川文広          | ツイン兄弟 妖剣士サリー スネークバン   |
| 29                      | 9月30日           | 幻惑のツイン兄弟        | 山崎晴哉          | （西沢信孝） 並里啓史   | 菊池城二          | 伊藤岩光          | ツイン兄弟 ジャーク・ツイン            |
| 30                      | 10月7日           | ハワイ決戦の日          | 山崎晴哉          | （勝間田具治） 細田雅弘 | 塩沢大助          | 内川文広          | 妖剣士サリー ガツ ビューティージャーク |
| 31                      | 10月14日          | たった一人の突撃        | 山崎晴哉          | 有迫俊彦                | 越智一裕          | 伊藤岩光          | イーグル中将 ジャークサバン            |
| 32                      | 10月21日          | 決死の攻防戦            | 山崎晴哉          | 山内重保                | 大木雪享          | 千葉秀雄          | ダバリ少佐 隊長専用ジャークサバン      |
| 33                      | 10月28日          | ジャーク大帝出現        | 上原正三          | 伊東政雄                | 菊池城二          | 伊藤岩光          | 怪僧バンズ 作業用ジャークサバン        |
| 34                      | 11月11日          | 月から帰ったパパ        | 上原正三          | （森下孝三） 細田雅弘   | 塩沢大助          | 千葉秀雄          | 作業用ジャークサバン                   |
| 35                      | 11月25日          | 怪僧バンズの幻夢        | 上原正三          | 有迫俊彦                | 越智一裕          | 伊藤岩光          | 怪僧バンズ バンズ専用ジャークサバン    |
| 36                      | 12月2日           | サバンナの怪要塞        | 上原正三          | （越智一裕） 並里啓史   | 塩沢大助          | 千葉秀雄          | ベンガジ将軍 サボテン要塞              |
| 37                      | 12月9日           | 砂漠に燃える友情        | 上原正三          | 山内重保                | 大木雪享          | 伊藤岩光          | ベンガジ将軍 サボテン要塞              |
| 38                      | 12月16日          | 黄金のピラミッド        | 山崎晴哉          | 伊東政雄                | 菊池城二          | 千葉秀雄          |                                        |
| 39                      | 12月23日          | ジャーク大帝 動く!!     | 山崎晴哉          | 有迫俊彦                | 金子一            | 伊藤岩光          | ザキ ゴル 量産型ギャリオサバン         |
| 40                      | 12月30日          | オリビア救出作戦        | 山崎晴哉          | （越智一裕） 並里啓史   | 大木雪享          | 千葉秀雄          | ザキ ゴル 量産型ギャリオサバン         |
| 41                      | 1985年 1月6日     | 決死の38万キロ          | 山崎晴哉          | （森下孝三） 細田雅弘   | 塩沢大助          | 千葉秀雄          |                                        |
| 42                      | 1月13日           | 生か死か・大脱出        | 山崎晴哉          | 山内重保                | 菊池城二          | 千葉秀雄          |                                        |
| 43                      | 1月20日           | 大帝・月へ到着          | 上原正三          | （勝間田具治） 細田雅弘 | 金子一            | 千葉秀雄          | ザキ ゴル ザキゴルサバン               |
| 44                      | 1月27日           | 反乱                    | 上原正三          | （勝間田具治） 並里啓史 | 大木雪享          | 伊藤岩光          |                                        |
| 45                      | 2月3日            | 決戦                    | 上原正三          | 有迫俊彦                | 越智一裕 本橋秀之 | 千葉秀雄          |                                        |

## 映像ソフト
初の映像ソフト化となるDVDコレクションが、2020年3月11日に東映ビデオから全2巻（各巻4枚組、Vol.1は22話、Vol.2は23話収録）同時発売された。

## 再放送・ネット配信
2007年11月から2008年4月まで、東映チャンネルの「スーパーロボット列伝」枠にてニューマスター版の再放送が実施された。
ネット配信は、東映アニメBBプレミアムにて全話ネット配信が実施されていた。

## 放送局
※放送系列は放送当時、放送日時は個別に出典が提示されてあるものを除き、1984年11月中旬 - 12月上旬時点のものとするのものとする。
| 放送地域       | 放送局         | 放送日時                                                                           | 放送系列       | 備考                                                                                                 |
| -------------- | -------------- | ---------------------------------------------------------------------------------- | -------------- | --- |
| 関東広域圏     | 東京放送       | 日曜 17:00 - 17:30                                                                 | TBS系列        | 制作局、現・TBSテレビ。                                                                              |
| 北海道         | 北海道放送     | 日曜 17:00 - 17:30                                                                 | TBS系列        | |
| 宮城県         | 東北放送       | 日曜 17:00 - 17:30                                                                 | TBS系列        | |
| 福島県         | テレビユー福島 | 日曜 17:00 - 17:30                                                                 | TBS系列        | |
| 岡山県・香川県 | 山陽放送       | 日曜 17:00 - 17:30                                                                 | TBS系列        | 現・RSK山陽放送。                                                                                    |
| 広島県         | 中国放送       | 日曜 17:00 - 17:30                                                                 | TBS系列        | |
| 福岡県         | RKB毎日放送    | 日曜 17:00 - 17:30                                                                 | TBS系列        | |
| 岩手県         | 岩手放送       | 金曜 17:00 - 17:30                                                                 | TBS系列        | 現・IBC岩手放送。                                                                                    |
| 山形県         | 山形テレビ     | 月曜 16:30 - 17:00                                                                 | フジテレビ系列 | 現・テレビ朝日系                                                                                     |
| 山梨県         | テレビ山梨     | 月曜 17:20 - 17:50                                                                 | TBS系列        | |
| 新潟県         | 新潟放送       | 水曜 17:30 - 18:00（1984年12月26日迄)→ 金曜 17:30 - 18:00（1985年1月11日以降）     | TBS系列        | 1984年6月27日ネット開始                                                                              |
| 長野県         | 信越放送       | 火曜 16:00 - 16:30                                                                 | TBS系列        | 放送期間 1984年9月4日 - 1985年7月30日                                                                |
| 静岡県         | 静岡放送       | 土曜 7:00 - 7:30                                                                   | TBS系列        | |
| 石川県         | 北陸放送       | 水曜 17:30 - 18:00                                                                 | TBS系列        | 放送期間 1984年4月4日 - 1985年2月27日。                                                              |
| 中京広域圏     | 中部日本放送   | 土曜 16:00 - 16:30                                                                 | TBS系列        | 現・CBCテレビ。                                                                                      |
| 近畿広域圏     | 毎日放送       | 土曜 17:30 - 18:00 (1984年9月29日迄) → 土曜 7:00 - 7:30 (1984年10月-1985年2月23日) | TBS系列        | 『MBSナウ』土曜版の放送開始に伴い第30話から時間帯移動。 キー局より3週遅れの1985年2月23日に放送終了。 |
| 愛媛県         | 愛媛放送       | 金曜 16:55 - 17:25（1984年9月中旬 - 10月上旬時点） → 水曜 17:25 - 17:55            | フジテレビ系列 | 現・テレビ愛媛。                                                                                     |
| 高知県         | テレビ高知     | 火曜 17:00 - 17:30（1984年9月中旬 - 10月上旬時点） → 火曜 16:30 - 17:00            | TBS系列        | |
| 長崎県         | 長崎放送       | 木曜 17:20 - 17:50                                                                 | TBS系列        | |
| 熊本県         | 熊本放送       | 木曜 17:30 - 18:00                                                                 | TBS系列        | 1984年4月19日から放送                                                                                |
| 鹿児島県       | 南日本放送     | 月曜 16:00 - 16:30                                                                 | TBS系列        | |